# كاروانسرا (باراندوز تشاي جنوبي)
كاروانسرا هي قرية في مقاطعة أرومية، إيران. يقدر عدد سكانها بـ 265 نسمة بحسب إحصاء 2016.